# 동서학동
동서학동(東捿鶴洞)은 전북특별자치도 전주시 완산구의 행정동이자 법정동이다.

## 개요
동서학동은 전주 동남부의 관문(전주~남원선)으로서 수목이 울창하고 수려한 주거지역으로, 문화재 및 명승고적의 중심지로 많은 사람들이 찾아오는 지역이다. 남고산성(南固山城), 남고사, 동고산성, 관성묘, 반곡서원 등 문화재가 산재되어 있고, 세계적인 천주교 성지인 치명자산에 연간 수십만명의 내외국인 신도들이 성지순례로 방문을 한다. 도농복합동으로 전체 면적의 67%가 녹지지역으로 화훼단지가 조성되어 장미, 시설채소와 복숭아, 배 등 과일류 특산품이 생산되고 있다.

## 연혁
1946년 해방 이듬해 '서정'(曙町)이란 일본식 동명을 '서학동'(棲鶴洞)이라고 고치고, 동서로 갈라서 동부를 '동서학동'이라 하였다. 서학동이라는 이름은 황혼이 어둑어둑 내려 않을 무렵에 많은 학들이 온화한 숲속에 보금자리를 튼다는 뜻을 담고 있다. 서학동이라 불리게 된 다른 배경에는 풍수지리적으로 남고산에서 흘러내린 산자락이 학이 날개를 편 형국이기 때문이라 하는데 지금의 전주교대 터가 첫 번째 학이고, 학봉마을 뒷산의 학봉이 두 번째 학이라 한다. 전주시 동남쪽의 실질적인 관문으로서 수목이 울창하고 주변경관이 수려한 주거지역으로 명승고적 및 문화재가 많은 전주시 명소 중의 하나로 전체 면적의 67%가 그린벨트로 형성되어 있는 지역이다.
- 1403년(조선 태종 3년) : 전주부 사정
- 1914년 4월 1일 : 전주면 서정
- 1946년 7월 1일 : 전주부 서학동 개청
- 1946년 8월 15일 : 전주시 동서학동과 서서학동으로 분동
- 1956년 4월 20일 : 동서학동 개소
- 1957년 12월 12일 : 반석리(半石里, 현 전주교육대학교 일대), 산성동 편입 → 각각 동서학동1가, 동서학동2가로 개칭
- 1973년 7월 1일 : 동서학동1가와 동서학동2가 통합
- 1983년 2월 15일 : 완주군 상관면 대성리, 색장리가 전주시에 편입 → 전주시 남고동(南固洞, 법정동: 대성동, 색장동)
- 1998년 8월 1일 : 남고동이 동서학동에 편입

## 법정동
- 동서학동
- 대성동(大聖洞)
- 색장동(色長洞)

## 교육
- 전주대성초등학교
- 전주교육대학교